# Ligne (Bélgica)

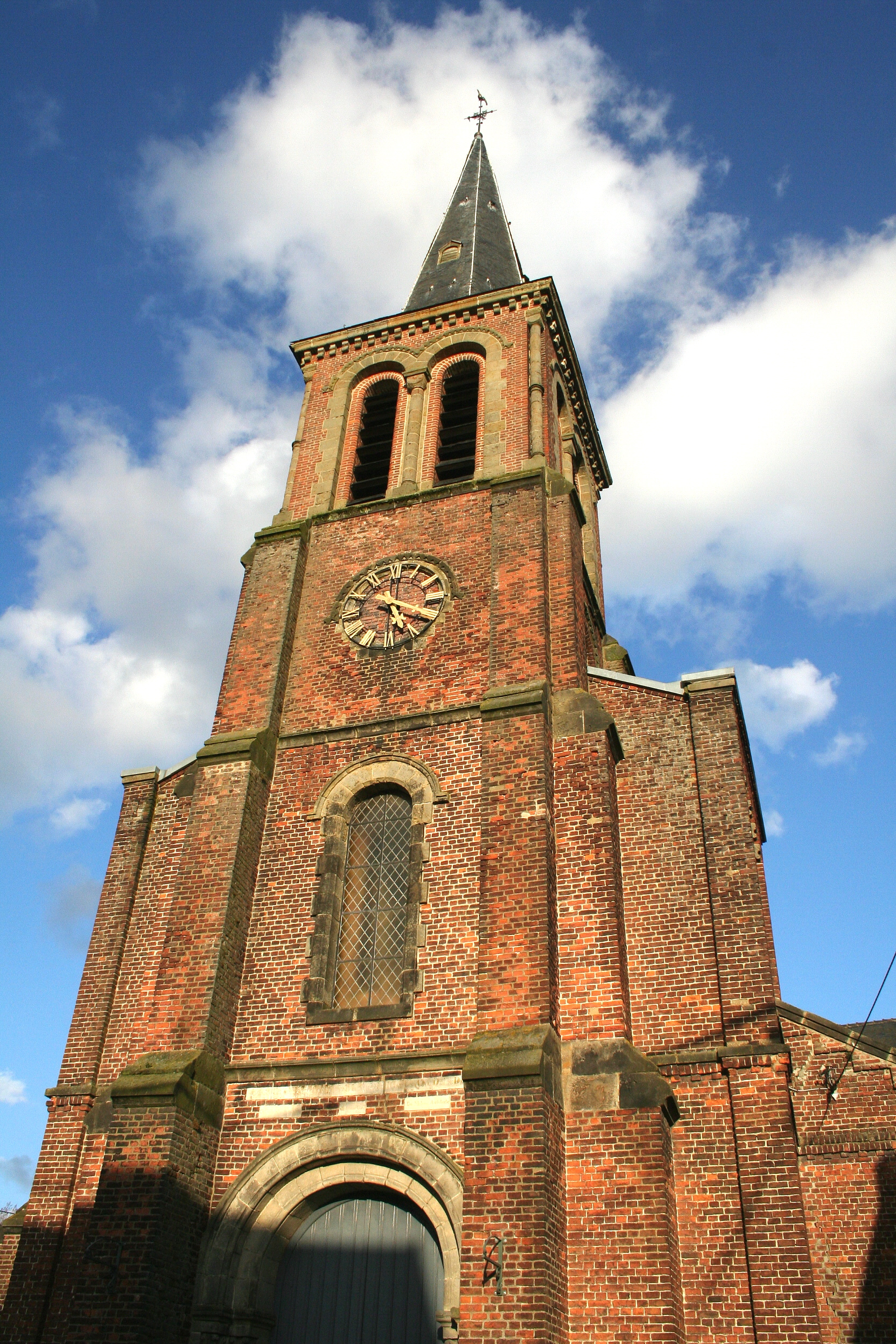
Iglesia de N.Sra. de la Visitación

Ligne es una población en la provincia de Henao, en el municipio de Ath. Ligne se encuentra en la orilla occidental del Dendre.

## Etimología
El nombre del pueblo viene del latín linea (línea). Esta línea probablemente significaba la calzada romana Bavay - Gante que cruzó de sur a norte. 

## Historia
El castrum Line es mencionada en 1020. En 1867 los restos aún eran visibles cerca de la granja Carlier-Lienard. Quemados el 30 de marzo de 1487 por las tropas francesas, la granja nunca se recuperó.
El Altar de Ligne (es decir, la gestión de la parroquia con sus ingresos) se dio a la abadía de Liessies en 1142 por el obispo de Cambrai, Nicolás de Chièvres, siendo confirmado en 1180 por el papa Alejandro III. Canónicamente la parroquia de Ligne cayó bajo archivicariato de Brabante y decanato de Chièvres. En 1803, entró en el decanato de Leuze.
En 1798, los residentes de la Ligne incluidos en las bandas de insurgencia rural contra el servicio militar obligatorio y dirigidos por Simon Delbarre, hijo del director de los correos caballos a Ronse fueron reprimidos por la policía y los voluntarios de Ath.
Dio nombre a la Casa de Ligne, casa mediatizada del Sacro Imperio Romano Germánico.

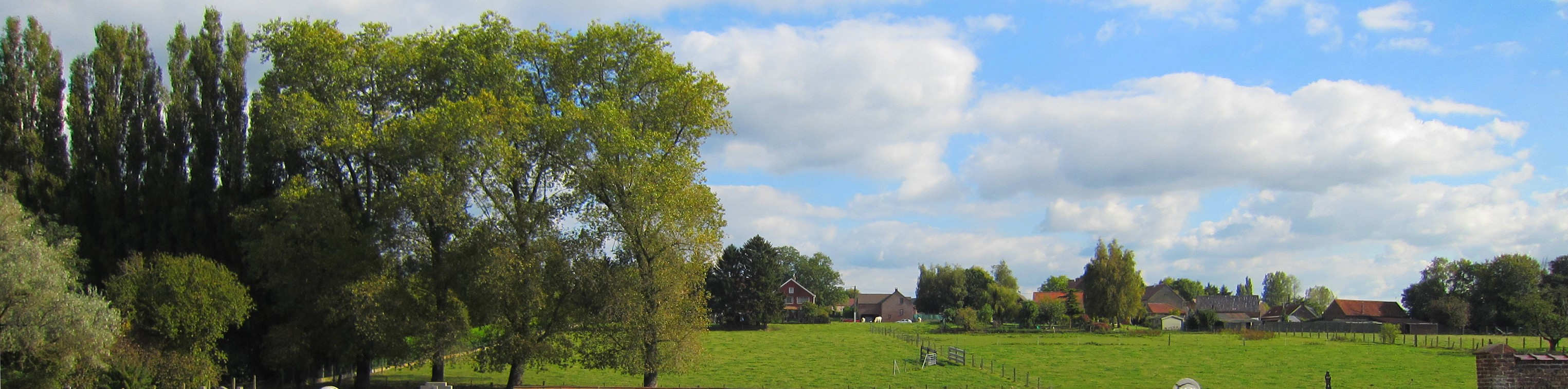
Ligne